# Wohnhaus Kirchplatz 17

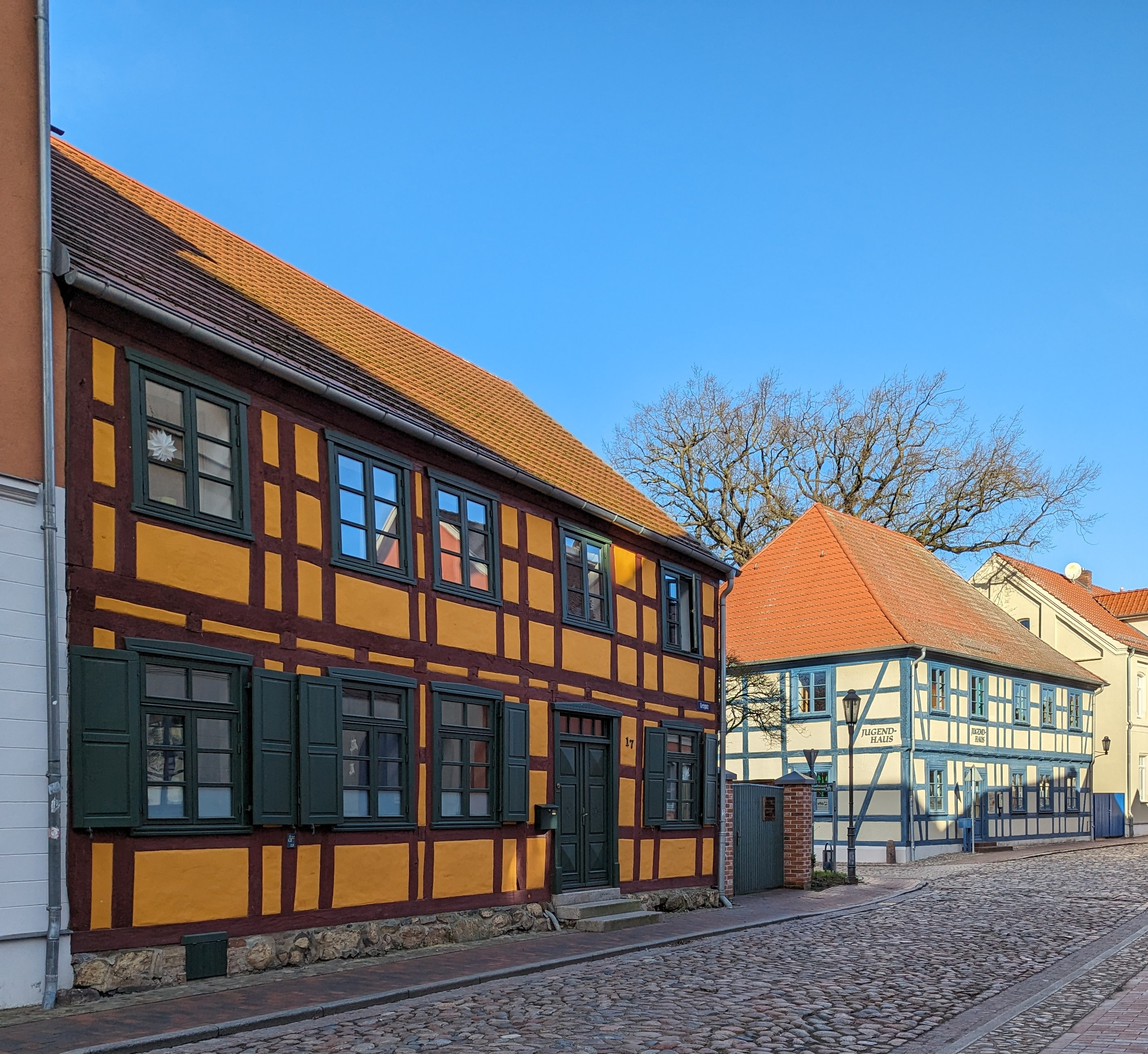
Wohnhaus Kirchplatz 17

Das Wohnhaus Kirchplatz 17 in Röbel/Müritz bei der Nicolaikirche stammt aus dem 19. Jahrhundert.
Das Gebäude steht unter Denkmalschutz.

## Geschichte
Die Kleinstadt Röbel hat 4998 Einwohner (2019). Der langgestreckte Ort hat bemerkenswert viele erhaltene, zumeist zweigeschossige Fachwerkhäuser und auffällig viele, durch denkmalpflegerischen Befund festgestellte, farbige Fassaden. Die Häuser aus dem 19. Jahrhundert waren 1991 zumeist noch verputzt und bei der Sanierung wurden die Fachwerke wieder freigelegt.
Das zweigeschossige Fachwerkhaus mit einem Feldsteinsockel ist mit den Farben Goldgelb für die Ausfachungen und Rotbraun für die Balken ein typisches Beispiel der Farbgestaltung in Röbel. Es wurde in den 1990er Jahren im Rahmen der Städtebauförderung saniert.